# Pavlovice u Přerova
Pavlovice u Přerova település Csehországban, Přerovi járásban. Pavlovice u Přerova Radslavice, Šišma, Tučín, Podolí, Hradčany, Hlinsko és Sušice településekkel határos. Lakosainak száma 721 fő (2024. január 1.).

## Népesség
A település lakosságának változását az alábbi diagram mutatja:
| Lakosok száma | 630  | 719  | 733  | 789  | 914  | 778  | 706  | 722  | 711  | 721  |
|               | 1869 | 1890 | 1921 | 1950 | 1980 | 2001 | 2017 | 2019 | 2022 | 2024 |